# Висльовський Євгеній Олександрович
Євге́ній Олекса́ндрович Висльо́вський — солдат, сапер інженерно-саперної роти 48 ІБр Збройних Сил України, учасник російсько-української війни, що загинув у ході російського вторгнення в Україну в 2022 році.

## Життєпис
Народився 16 серпня 1998 року в с. Нова Гута на Хмельниччині. Там же навчався в початковій школі, потім — у школі в с. Вільховець.
Вищу освіту здобув у Хмельницькому економічному університеті. Після отримання диплому уклав контракт зі Збройними Силами України та проходив військову службу в м. Кам'янці-Подільському.
Загинув 24 лютого 2022 року від поранення грудної клітини внаслідок вибуху снаряда поблизу м. Олешки в Херсонській області.
Похований в Олешках на Херсонщині.
Залишилися мати, сестра, брат та бабуся з дідусем.

## Нагороди
- Орден «За мужність» III ступеня (2022, посмертно) — за особисту мужність і самовіддані дії, виявлені у захисті державного суверенітету та територіальної цілісності України, вірність військовій присязі.